# 被災区分所有建物の再建等に関する特別措置法
被災区分所有建物の再建等に関する特別措置法（ひさいくぶんしよゆうたてもののさいけんとうにかんするとくべつそちほう、平成7年3月24日法律第43号）は、大規模な火災、震災その他の災害により滅失した区分所有建物の再建等を容易にし、もって被災地の健全な復興に資することに関する日本の法律である。

## 概説
大規模災害によりマンション等の建物が全壊し、区分所有建物としての権利が消滅した場合、残されているのは共有敷地権のみとなる。建物を再建するためには、敷地共有者全員の同意がなければならないとする民法の規定により、なかなか再建が進まない事態になりやすい。そのため、敷地共有者の5分の4以上の多数議決により、再建を行えるようにするものである。

## 構成
- 第1章 総則（第1条）
- 第2章 区分所有建物の全部が滅失した場合における措置（第2条 - 第6条）
- 第3章 区分所有建物の一部が滅失した場合における措置（第7条 - 第12条）
- 第4章 団地内の建物が滅失した場合における措置（第13条 - 第18条）
- 第5章 罰則（第19条）
- 附則